# Tirúa
Tirúa est une commune du Chili faisant partie de la province d'Arauco, elle-même rattachée à la région du Biobío. Elle s'étend sur 624 km2.

## Démographie
La population était de 9 644 habitants lors du recensement de 2012. Entre 1992 et 2002, la population a augmenté de 10,6 % (928 habitants en plus).
74 % de la population de la commune habite dans la zone rurale pour 26 % (2 508 habitants) dans l'agglomération urbaine.
La commune compte 5028 hommes pour 4636 femmes.

## Personnalités liées

Position de Tirúa (en rouge) au sein de la Région du Biobío.